# ماساکونی یاماموتو
ماساکونی یاماموتو (به انگلیسی: Masakuni Yamamoto) بازیکن فوتبال اهل ژاپن و عضو تیم ملی فوتبال ژاپن است که در تاریخ ۲۶ دسامبر ۱۹۸۰ میلادی اولین بازی ملی‌اش را انجام داد. او در ۴ بازی ملی حضور داشت و آخرین بازی ملی خود را در تاریخ ۱۹ فوریه ۱۹۸۱ میلادی انجام داد. ماساکونی یاماموتو در بازی‌های ملی‌اش
گلی به ثمر نرساند.